# Яра, Тёбё
Тёбё Яра (яп. 屋良 朝苗 Yara Chōbyō, 13 декабря 1902 — 14 февраля 1997) — японский политик, занимавший пост главы правительства островов Рюкю (1968—1972) и губернатора префектуры Окинава (1972—1976).

## Биография
Тёбё Яра окончил Высшую нормальную школу Хиросимы (нынешний Университет Хиросимы). Он работал школьным учителем и занимал пост президента Ассоциации учителей Окинавы во время своего избрания в правительство оккупированных американцами островов Рюкю.
После победы на выборах в законодательные органы островов Рюкю в 1968 году, на которых Яра выступал за "немедленное и безоговорочное возвращение " Окинавы, он в декабре 1968 года встретился с премьер-министром Японии Эйсаку Сато, чтобы обсудить вопрос немедленного возвращения Окинавы Японии. Кроме того, он выступал не только за возвращение Окинавы, но и за дальнейшее «прореживание баз США». Яра критически относился к этим базам в значительной степени из-за экономических и экологических последствий, которые они оказывали на жителей Окинавы. С другой стороны, Яра придерживался относительно умеренных взглядов на эти вопросы и взаимодействовал с японским правительством, используя своё влияние, когда убедил радикальных окинавских активистов отменить предлагаемую ими всеобщую забастовку в обмен на уступки со стороны японского правительства.
В качестве главы правительства Яра вступил в конфликт с Министерством международной торговли и промышленности после того, как в 1970 году заявил, что «при освоении иностранного капитала мы будем отдавать приоритет интересам префектуры Окинавы и не будем подчиняться правительству страны».